# ألاسكا أيسز
ألاسكا أيسز (بالتاغالوغية: Alaska Aces)‏ هو فريق كرة سلة فلبيني للمحترفين تأسس في سنة 1986. ينافس في الرابطة الفلبينية لكرة السلة.

## أبرز اللاعبين
من أبرز ممن لعبوا معه:
- جوني أبارينتوس
- بوجس أدورنادو
- كينيث دوريمديس
- أبيت جويدابين
- جوجو لاستيموسا

## أبرز المدربين
من أبرز المدربين الذين دربوه:
- بوجس أدورنادو
- تيم كون